# 高知県立高知東高等学校
高知県立高知東高等学校（こうちけんりつ こうちひがしこうとうがっこう、英: Kochi Prefectural Kochi Higashi High School）は、高知県高知市にある県立専門高等学校。愛称は「東高校」。

## 概要
歴史
1970年代初め、高知市周辺の人口が爆発的に増加したことにより、県立高校が不足した。この問題への対処のために本校が設置されることになった。同様の経緯で創立された県立高校は本校のほかに、岡豊高等学校や高知南高等学校がある。
校章
デザインは本校の名称（ひがしこうとうがっこう）の頭文字である「ひ」をモチーフにデザインされている。
校歌
作曲：瀬戸口重利　作詞：岡本淳三
制服
総合学科と看護科は茶色のブレザーが制服として採用されている

## 設置課程

### 全日制課程
高知県立高知東高等学校 沿革より
- 総合学科（設置：2000年度）
- 看護科（設置：2005年度・3年制）
- 看護専攻科（設置：2005年度・2年制）

#### 総合学科
2000年に設置された当学科では、2学年次以降から選択授業制度が導入されている。これにより、全授業数の半分が選択授業の時間となる。選択教科は63教科設置されている。
商業・工業・家政の分野をはじめ、一般的な普通科には設置されていない「音楽」や英語以外の「外国語」などの学科がある。

#### 看護科・看護専攻科
2005年に設置された当学科は看護教育（3年の本科＋2年の看護専攻科）を経て、看護師国家試験を受験するカリキュラムが編成されている。本科を卒業後は本校に設置された「看護専攻科」に入学し、さらに2年間同校に通い専門分野を学習する。看護専攻科生については、総合学科・看護科の生徒とは制服のデザインが異なり、紺色のリクルートスーツ風の制服が制定されている。

### 廃止された課程
- 全日制課程[2]
  - 普通科（廃止：1999年度）

## 沿革
（一部省略）
- 1976年（昭和51年） - 創立する。
- 1993年（平成5年） - 制服を「詰め襟」からブレザーに改定。
- 2000年（平成12年） - 普通科、国際科を廃止し、総合学科、看護科を開設。
- 2005年（平成17年） - 看護科専攻科第一期生入学。同年11月、当時の全校生徒による「創立30周年記念祝賀会」を、議員ら県内外の有力者、本校OB・OGを招いて挙行。祝賀会では、特別ゲストとして招かれた世界的ソプラニストである高知県出身の岡本知高のコンサートが開かれる。

## 主な卒業生
- 德原姫花（アマチュアレスリング）